# NGC 4168
NGC 4168 este o seyfert 1 galaxy⁠(d) situată în constelația Fecioara. A fost descoperită în 8 aprilie 1784 de către William Herschel. Se află la o distanță de 32,21 de megaparseci de Pământ.